# Mylokaphephilie

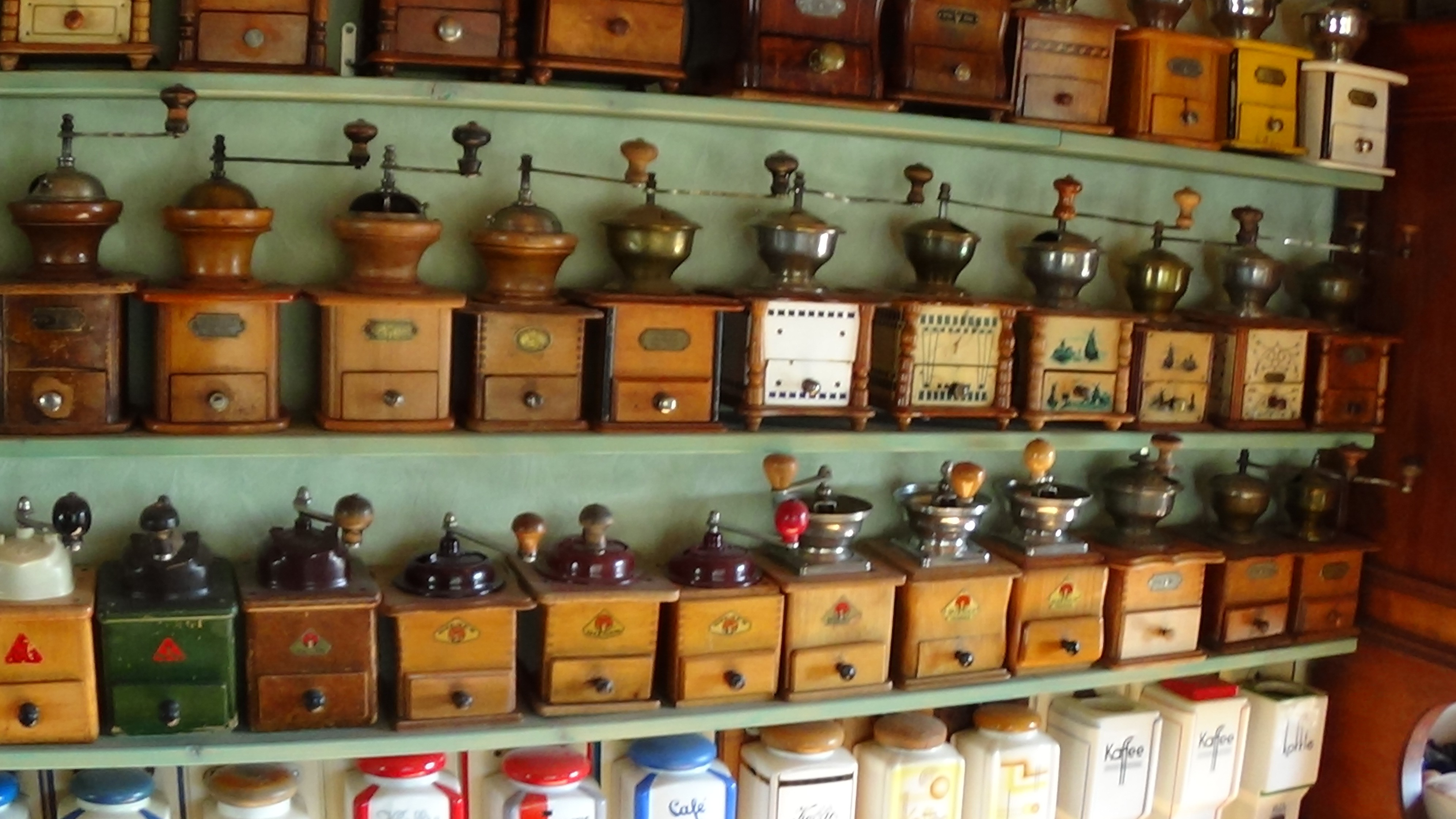
Partie d'une collection de moulins à café

La mylokaphéphilie est l'art de collectionner les moulins à café. Le collectionneur est un mylokaphéphile.

## Étymologie
« Mylokaphéphile » est composé exclusivement de racines grecques :
- μύλη[1] (grec ancien) : mulè = meule ou moulin ;
- καφές[2] (grec moderne) : kafés = café ;
- φιλία[3] (grec ancien) : philia = qui aime (amitié).

« Celui qui aime les moulins à café. »

## Histoire
Jusqu'en 2011 le collectionneur de moulin à café était communément appelé « Molafabophile »,
Ce terme provenant des racines suivantes :
- Mola[6] : latin = moudre ;
- 'Faba[7]= Fabo : latin = fève
- phile : grec = qui aime ;

« Celui qui aime les objets pour moudre les fèves » ; la fève est un légume alors que le grain de café et une drupe ou cerise de café.
Le dernier président en date de l'Association internationale des collectionneurs de moulins à café, Thierry Prieux, décide de revoir ce terme, en accord avec ses adhérents et l'Académie Française.
Le fait de  collectionner des fèves se nomme fabophilie.
Différentes catégories de collections sont possibles, comme par fabricant, moulins miniatures dit de dinette ou de poupée, moulins à images (moulins ayant des décors sur les quatre faces et souvent sur celluloïd), moulins à fixation murale, moulins très anciens (de fabrication non industrielle, XVII ou XVIIIe siècle), etc.

## Collections

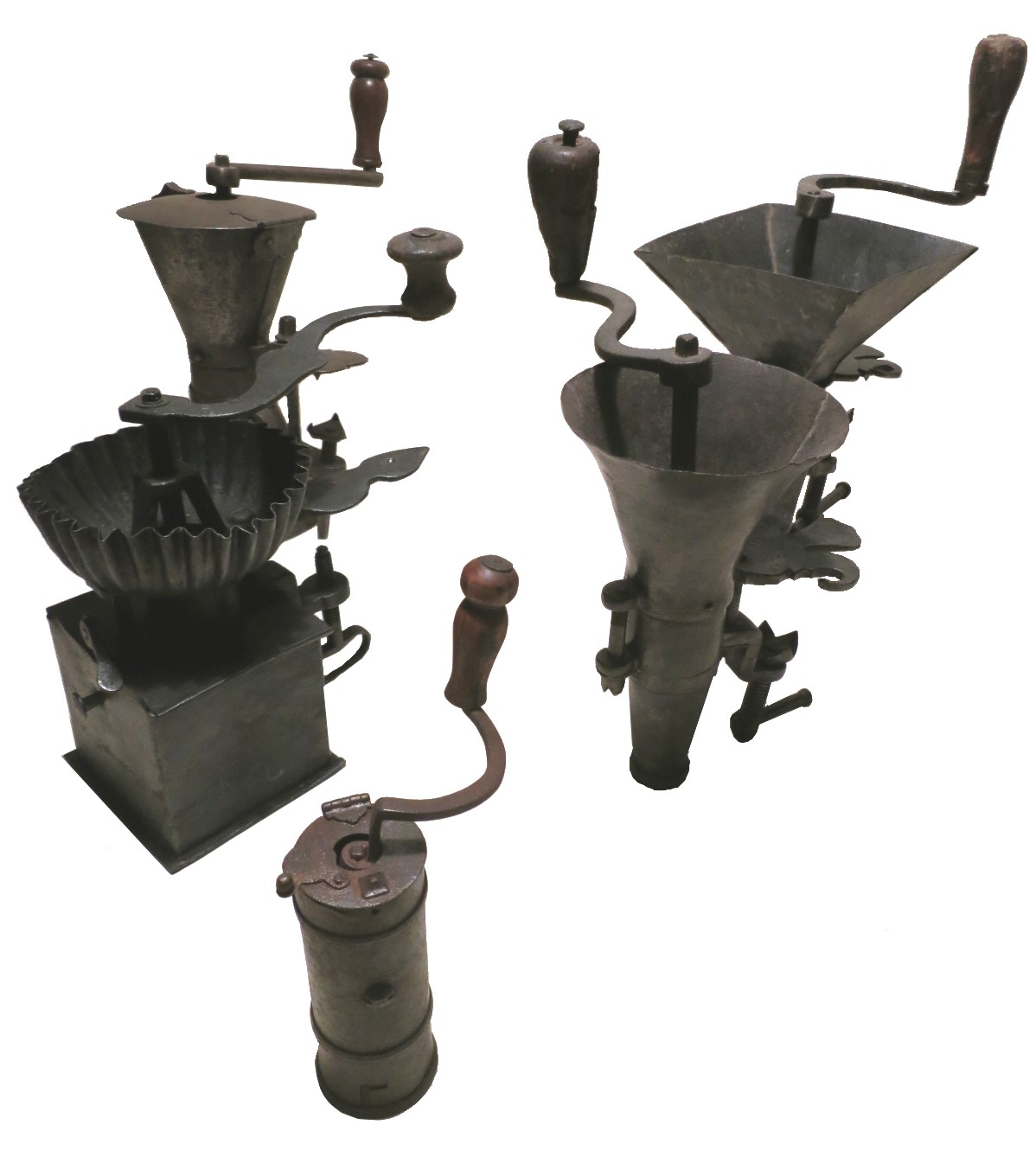
Moulins à café en fer du XVIIIe siècle.
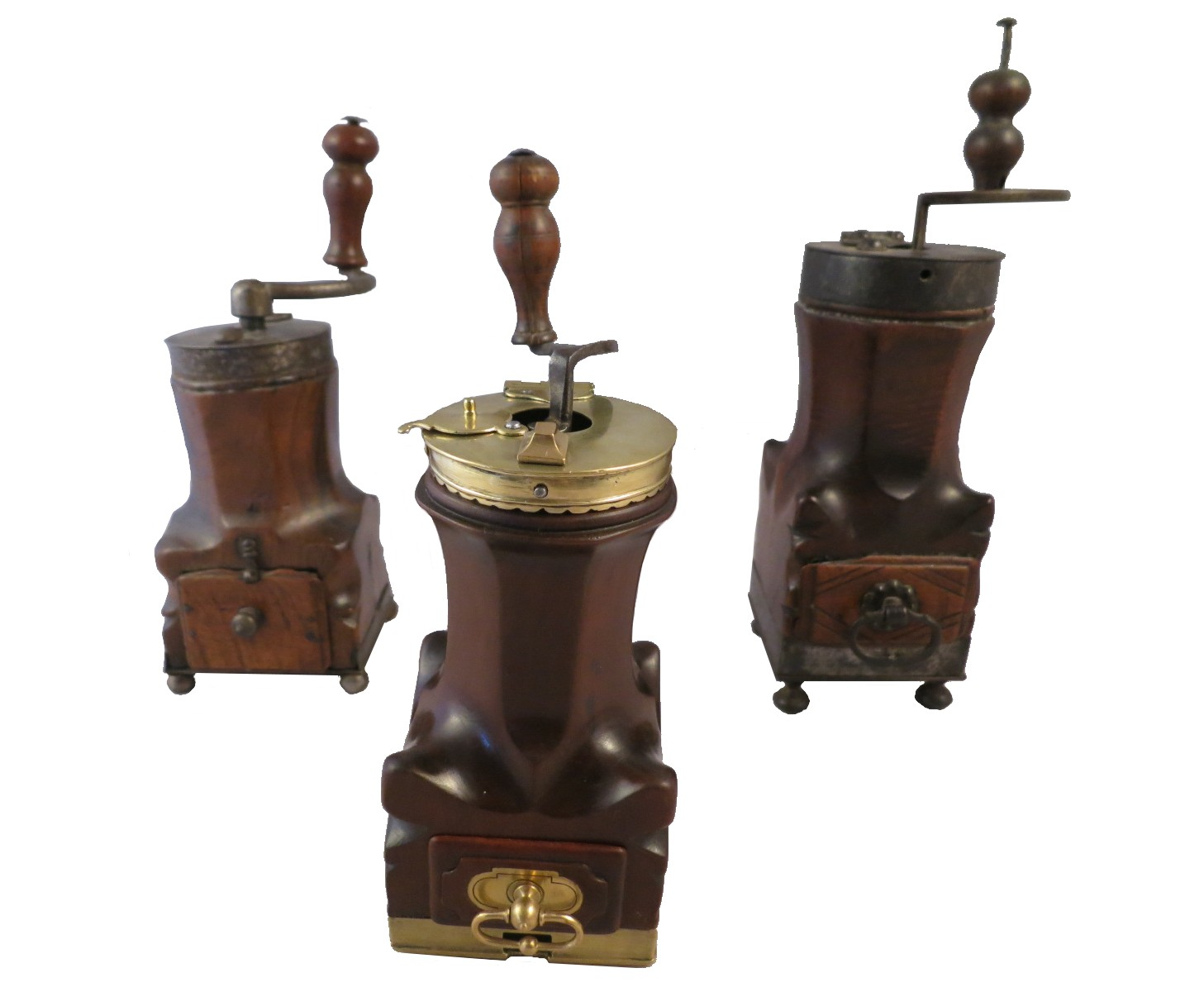
Moulins à café dit Louis XIV du  XVIIIe siècle.
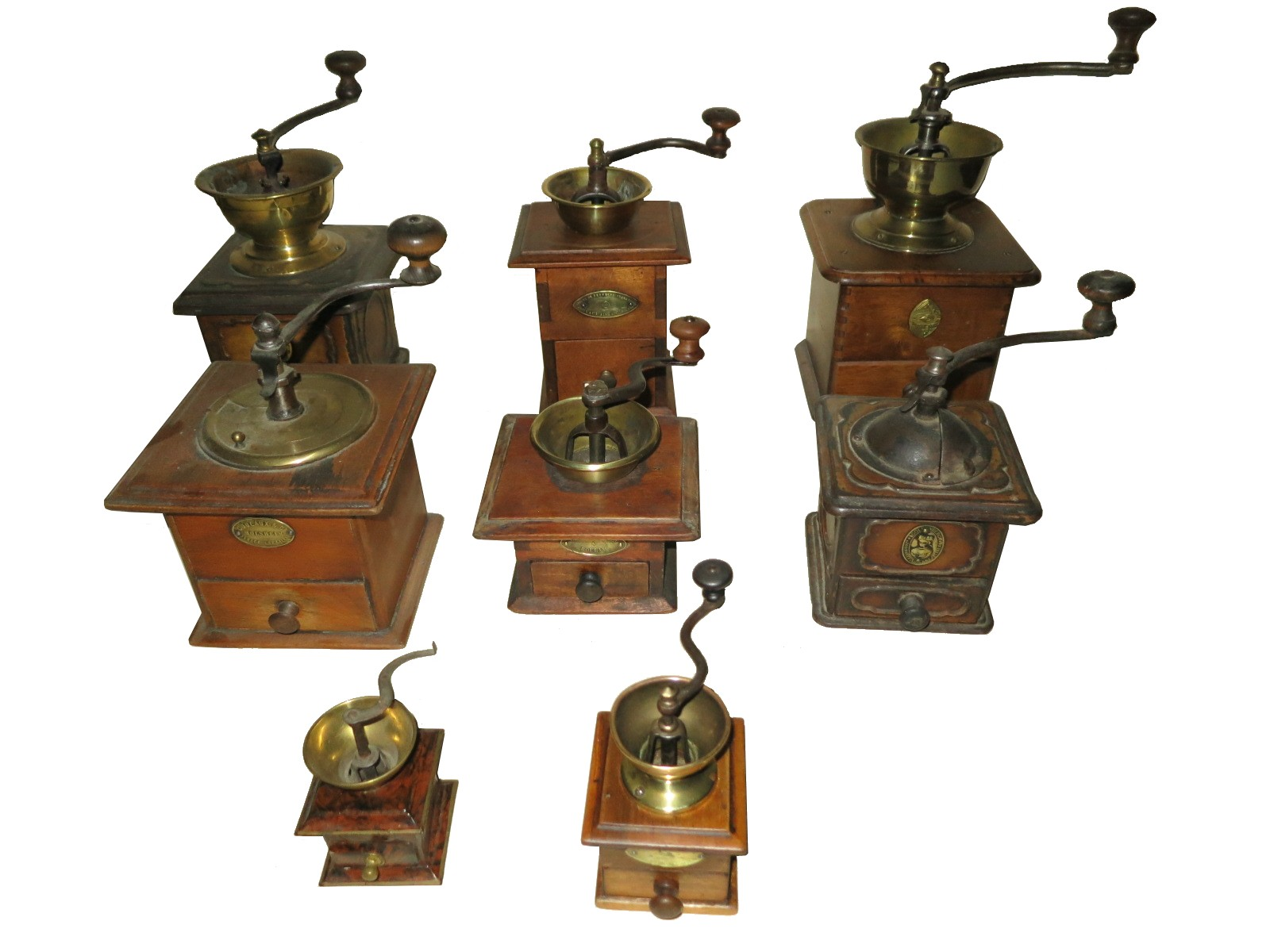
Moulins à café de table XIX et XXe siècle .
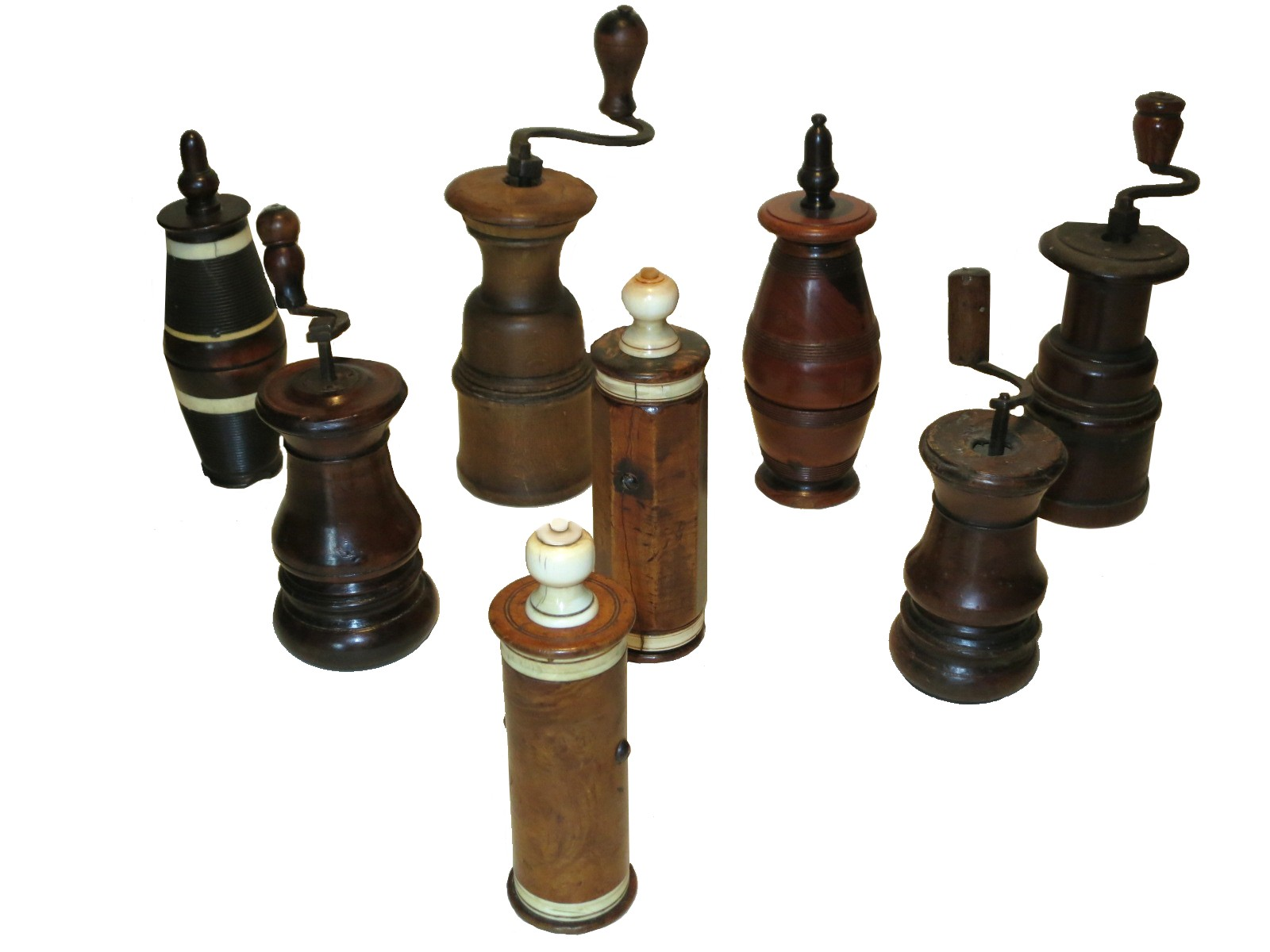
Moulins à café en bois tourné XIX et XXe siècle.
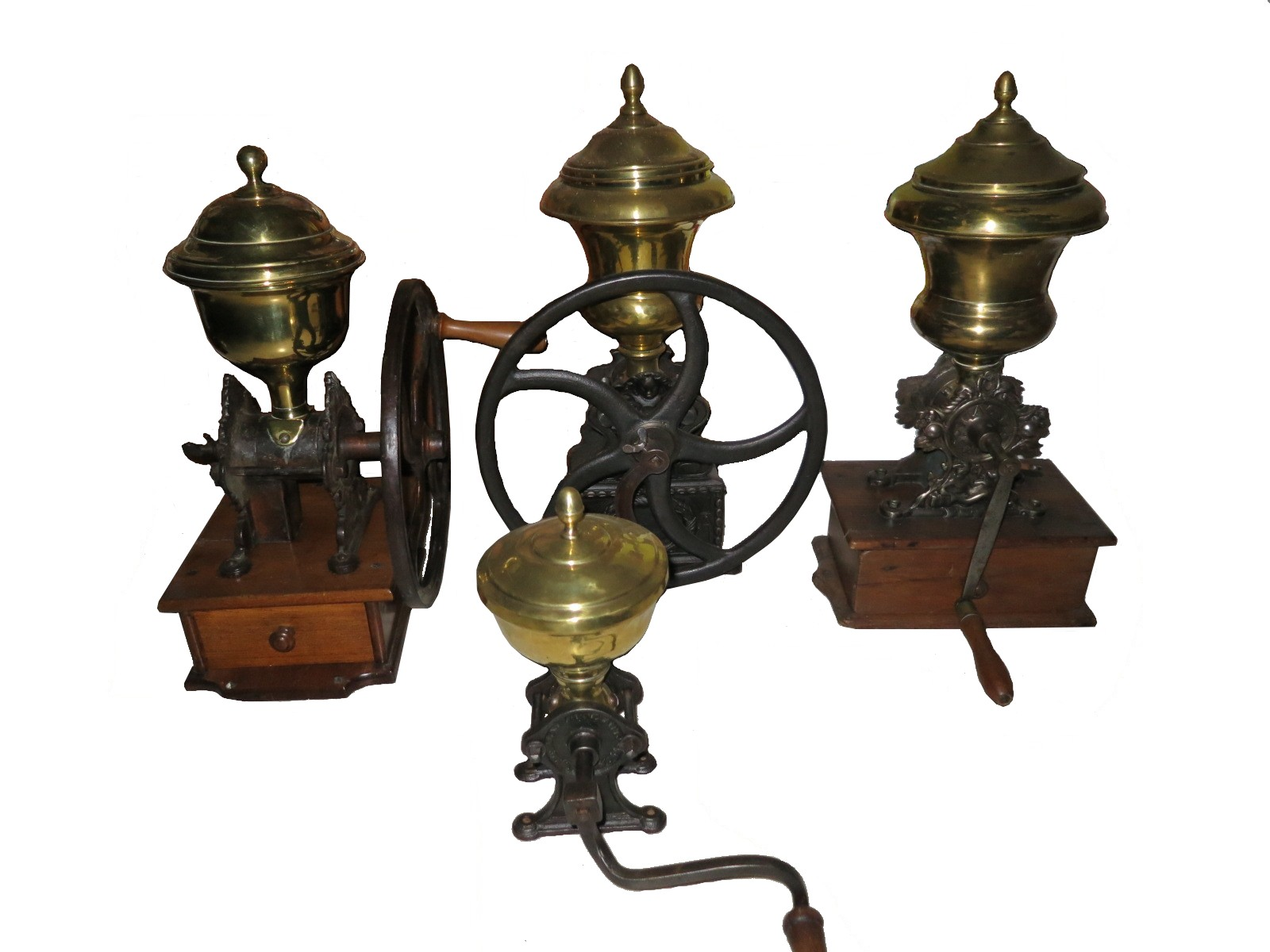
Moulins à café à flasques du XIXe siècle.
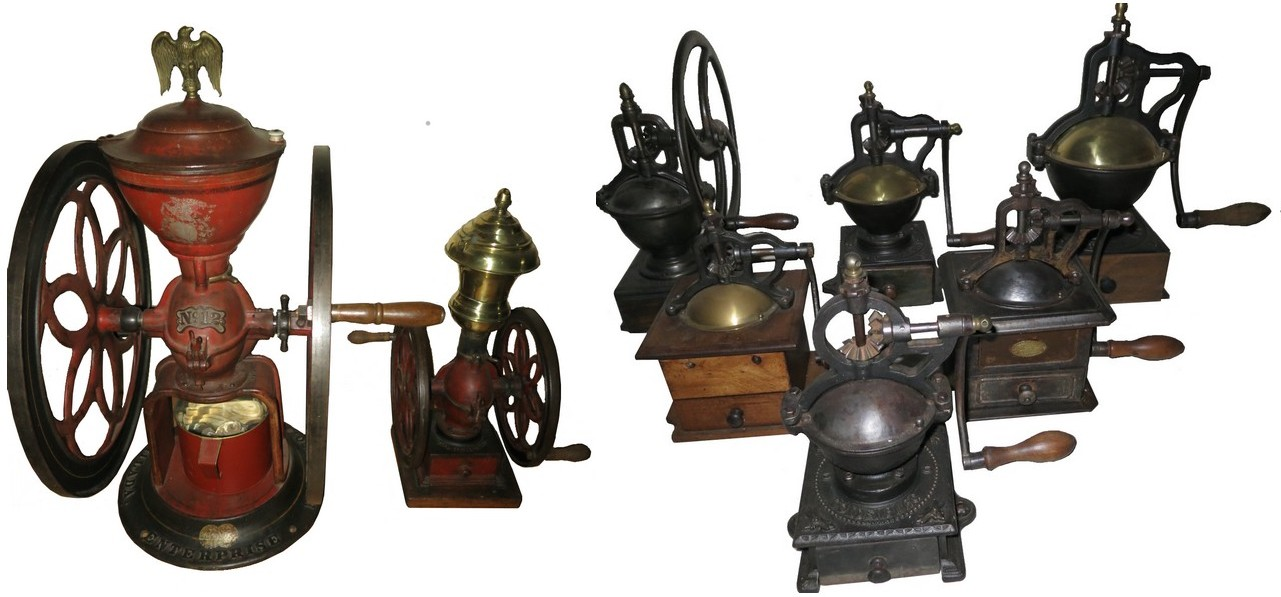
Moulins à café de comptoir XIX et XXe siècle.
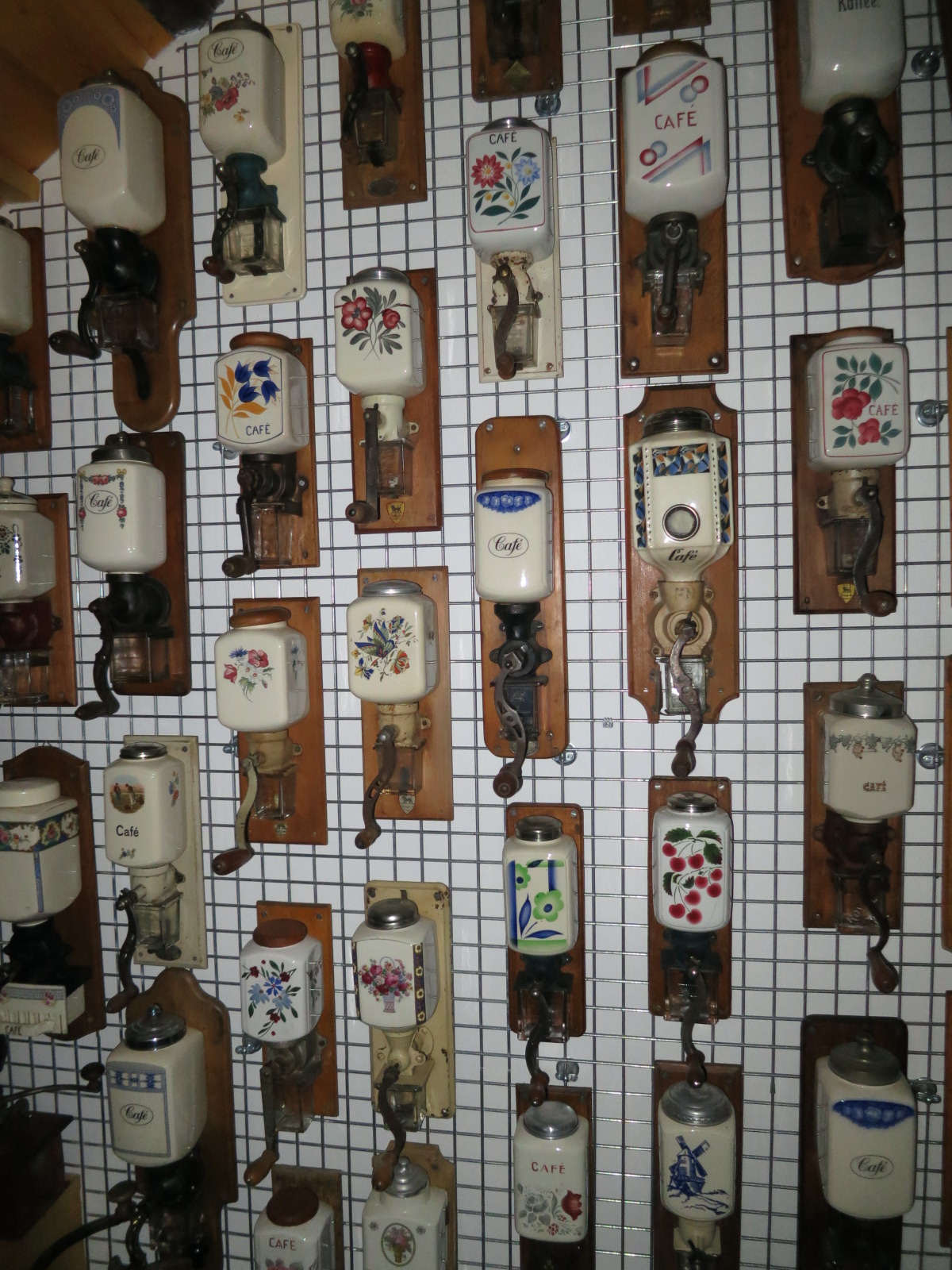
Moulins à café muraux du XXe siècle.